# Conero e Ponterosso Volley Club 2009-2010
Questa voce raccoglie le informazioni riguardanti la Conero e Ponterosso Volley Club nelle competizioni ufficiali della stagione 2009-2010.

## Organigramma societario
Area tecnica
- Allenatore: Luisa Fusco
- Allenatore in seconda: Roberto Cremascoli
- Scout man: Riccardo Martini

Area sanitaria
- Medico: Vincenzo Bombace
- Fisioterapista: Claudio Bolognini
- Preparatore atletico: Enrico Capraro

## Rosa
| N° | Nome                | Ruolo | Data di nascita   | Nazionalità sportiva |
| -- | ------------------- | ----- | ----------------- | -------------------- |
| 2  | Recchi Silvia       | P     | 31 gennaio 1976   | Italia               |
| 3  | Eleonora Chiappa    | P     | 3 marzo 1971      | Italia               |
| 4  | Sara Zannini        | L     | 4 febbraio 1991   | Italia               |
| 5  | Catia Cappitelli    | C     | 26 settembre 1986 | Italia               |
| 6  | Valentina Pettinari | C     | 8 aprile 1980     | Italia               |
| 7  | Erika Alessandrini  | S     | 28 marzo 1979     | Italia               |
| 8  | Alice Martini       | S     | 2 giugno 1987     | Italia               |
| 9  | Anita Filipovics    | C     | 9 aprile 1988     | Ungheria             |
| 10 | Lucia Marcacci      | P     | 22 agosto 1983    | Italia               |
| 12 | Laura Zebi          | S     | 12 maggio 1984    | Italia               |
| 13 | Alessandra Camarda  | L     | 5 agosto 1988     | Italia               |
| 14 | Silvia Trillini     | S     | 8 aprile 1985     | Italia               |
| 15 | Titia Sustring      | S     | 27 aprile 1979    | Paesi Bassi          |